# Tversted Sogn
Tversted Sogn er et sogn i Hjørring Nordre Provsti (Aalborg Stift). 1. oktober 2010 blev Sørig Kirkedistrikt udskilt af Tversted Sogn som det selvstændige Sørig Sogn.
I 1800-tallet var Uggerby Sogn fra Vennebjerg Herred anneks til Tversted Sogn fra Horns Herred, begge i Hjørring Amt. Tversted-Uggerby sognekommune blev ved kommunalreformen i 1970 indlemmet i Hirtshals Kommune, som ved strukturreformen i 2007 indgik i Hjørring Kommune. 
I Tversted Sogn ligger Tversted Kirke.
I Tversted og Sørig sogne findes følgende autoriserede stednavne (ikke opdelt mellem sognene):
- Altona (bebyggelse)
- Elkær Mark (bebyggelse)
- Elkær Plantage (areal)
- Gårdbo Sø (areal, ejerlav)
- Nørre Elkær (bebyggelse, ejerlav)
- Rimmerne (areal, bebyggelse)
- Skram (bebyggelse)
- Søndenåen (bebyggelse)
- Sørig (bebyggelse)
- Sørig Enge (bebyggelse)
- Sørig Mose (bebyggelse)
- Tannisby (bebyggelse)
- Terpet (bebyggelse)
- Terpet Hede (bebyggelse)
- Trynmose (areal)
- Tuen (bebyggelse)
- Tversted (bebyggelse, ejerlav)
- Tversted Plantage (areal)
- Tversted Å (vandareal)
- Vester Tversted (bebyggelse)
- Vesterklit (bebyggelse)
- Vågholt (bebyggelse)
- Østenkær (bebyggelse)
- Østerklit (bebyggelse)
- Østerskov (areal)